# 오덴세시

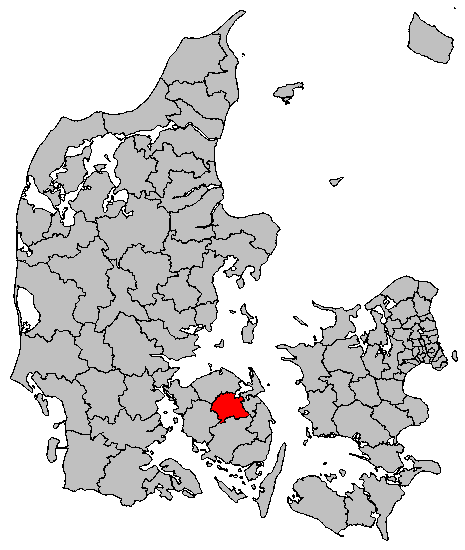
오덴세시의 위치

오덴세시(덴마크어: Odense Kommune)는 덴마크 남덴마크 지역에 위치한 지방 자치체로 행정 중심지는 오덴세이며 면적은 304.34km2, 인구는 196,090명(2014년 4월 1일 기준), 인구 밀도는 644.31명/km2이다. 퓐섬 중부에 위치한다.